# Rezolucja Rady Bezpieczeństwa ONZ nr 56
Rezolucja Rady Bezpieczeństwa ONZ nr 56 została uchwalona 19 sierpnia 1948 w trakcie 354 sesji Rady Bezpieczeństwa ONZ.
Rezolucja brała pod uwagę sprawozdanie Mediatora Organizacji Narodów Zjednoczonych w Palestynie w sprawie sytuacji w Jerozolimie i:
1. Kierowała uwagę rządów i stron na Rezolucję Rady Bezpieczeństwa ONZ nr 54 z dnia 15 lipca 1948.
2. Na podstawie Rezolucji nr 54 informowała rządy i strony, że:
  1. Każda ze stron jest odpowiedzialna za działania zarówno regularnych i nieregularnych sił działających w jej imieniu na terytorium pozostającym pod jej kontrolą;
  2. Każda ze stron ma obowiązek korzystać ze wszystkich dostępnych środków w celu zapobieżenia działań naruszających rozejm przez jednostki lub grupy, które podlegają jej władzy lub są na terytorium będącym pod jej kontrolą;
  3. Każda ze stron ma obowiązek doprowadzić do szybkiego procesu i w razie potrzeby do skazania wszelkich osób podlegających ich jurysdykcji, które są zaangażowane w naruszanie zawieszenia broni;
  4. Żadne ze stron nie dopuści się naruszenia rozejmu, które byłoby krokami odwetu lub odpowiedzią na działania drugiej strony;
  5. Żadna ze stron nie jest uprawniona do uzyskania wojskowych lub politycznych korzyści poprzez naruszenie rozejmu[1].

Rezolucja została przyjęta tylko w części. Nie było głosowania całości tekstu Rezolucji.